# Жаналик (Аксуський район)
Жанали́к (каз. Жаңалық) — село у складі Аксуського району Жетисуської області Казахстану. Адміністративний центр і єдиний населений пункт Жаналицького сільського округу.
У радянські часи село називалось Совхоз Баскан.
Населення — 744 особи (2021; 900 у 2009, 995 у 1999, 1470 у 1989).